# Mandala (Jolivet)
Pour les articles homonymes, voir Mandala (homonymie).
Mandala est une pièce pour orgue d'André Jolivet composée en 1969.

## Présentation
Mandala est une commande de la fondation Schnitgerprijs Zwolle (prix Schnitger de Zwolle, aux Pays-Bas). L’œuvre, composée en 1969, est créée en juin de la même année, le 8 à Bordeaux par l'organiste Jean Guillou puis le 18 à Zwolle par Charles de Wolff (nl),.
À l'instar de la précédente page pour orgue seul de Jolivet, l'Hymne à l'Univers, dans Mandala, « atonalité, polymélodie et modalité concourent à l'expression d'un mysticisme plus apparent ».
La pièce s'inspire du mandala. Selon les mots du compositeur, « pour transposer la notion de mandala sur le plan instrumental, je me suis adressé à l'instrument qui m'a paru être le seul adéquat par ses possibilités de vairété, de richesse, de puissance et de son souffle inépuisable : l'orgue. La forme de l’œuvre se réfère au schéma jambu. Après une brève méditation ouvrante sont exposées sept séquences représentant les continents. Elles sont de complexité croissante, tandis que les sept séquences figurant les mers (qui s'intercalent entre les continents) laissent décroître leur agitation initiale. Cette imbrication d'allures aboutit logiquement à la sérénité hiératique du Méru ».
La durée moyenne d'exécution de Mandala est d'environ 15 minutes.